# Грабув-над-Просною
Грабув-над-Просною (пол. Grabów nad Prosną) — місто в південно-західній Польщі, на річці Просна.

## Демографія
Демографічна структура станом на 31 березня 2011 року:
|          | Загалом | Допрацездатний вік | Працездатний вік | Постпрацездатний вік |
| -------- | ------- | ------------------ | ---------------- | -------------------- |
| Чоловіки | 977     | 208                | 668              | 101                  |
| Жінки    | 1020    | 187                | 622              | 211                  |
| Разом    | 1997    | 395                | 1290             | 312                  |